# 반월초등학교
반월초등학교는 대한민국 경기도 안산시 상록구 건건동에 있는 공립 초등학교이다.

## 학교 연혁
- 1923년 5월 30일 반월공립보통학교 개교
- 1938년 4월 1일 반월공립심상소학교로 개칭
- 1941년 4월 1일 반월공립국민학교로 개칭
- 1985년 3월 11일 병설유치원 개설
- 1995년 8월 19일 다목적교실(강당) 준공
- 1995년 11월 1일 학교 교표 및 교안 변경
- 1995년 11월 9일 제1회 나봉예술제 잔치 개최
- 1996년 3월 1일 반월초등학교로 개칭
- 2005년 3월 31일 강당(효행관) 리모델링, 제2컴퓨터실 신설, 전교실 냉난방 시설 설치 완료
- 2006년 12월 15일 반월디지털도서관(반딧불이) 개관

- 2007년 10월 23일 제1회 반월동요제 개최
- 2007년 11월 23일 조회대 개축 완공
- 2007년 11월 28일 어린이방송국 시설 설치 공사
- 2010년 9월 14일 반월 dream 영어교육실 개관
- 2010년 11월 3일 반월 dream 역사관 개관
- 2011년 4월 1일 지역공동영재학급 설치(반월, 창촌, 팔곡)
- 2011년 12월 13일 Wee class 상담실 구축
- 2012년 10월 31일 반월 나봉예술제 개최
- 2013년 5월 1일 이희복 육탄10용사 추모비 및 노래비 제막
- 2013년 5월 10일 교육부지정 반월드림오케스트라 창단
- 2013년 11월 27일 반월드림오케스트라 창단연주회 및 예술동아리 발표회
- 2014년 11월 4일 반월나봉예술제 및 예술동아리발표회
- 2014년 12월 4일 반월드림오케스트라 및 제2회 정기연주회(안산문화예술의전당)
- 2015년 10월 16일 반월가족 어울림 한마당 체육대회
- 2015년 12월 9일 제3회 반월드림오케스트라 정기연주회
- 2016년 6월 2일 이희복 육탄10용사 추념식
- 2016년 9월 7일 반월드림오케스트라 제4회 정기연주회(안산문화예술의전당)
- 2016년 9월 30일 제4회 반월하모니동요대회
- 2016년 11월 4일 나봉예술제 및 동아리 발표회
- 2016년 11월 25일 이희복강당 현판식
- 2022년 3월 1일 13학급(특수 1 포함), 유치원 3학급
- 2022년 12월 30일 제97회 졸업식 졸업생 남35명 여20명 총 55명 (총 11,887명)
- 2023년 5월 30일 반월초 개교100주년(기념행사일 2023.5.20.토)
- 2023년 9월 1일 제23대 박완식 교장 부임

## 학교 상징
- 교화 - 장미 : 상냥한 미소를 짓는 반월어린이
- 교목 - 은행나무 : 씩씩하고 인내심이 많은 어린이

## 참고 자료
- 반월초등학교 - 한국교육학술정보원 학교알리미
- 반월초 유튜브 계정